# Philipp Jakob Rittler
Philipp Jakob Rittler, také Philippus Jacobus nebo Filipp Jakob, (kolem 1637 – 16. února 1690 Olomouc) byl římskokatolický kněz a hudební skladatel.

## Život
Není příliš jasné, kde se Rittler narodil. Obecně se předpokládá, že ve Slezsku, neboť okolo roku 1655 studoval na jezuitském gymnáziu v Opavě. Zde se také seznámil s Pavlem Josefem Vejvanovským a Heinrichem Biberem, kteří v Opavě také studovali. Zejména s Vejvanovským pak udržoval přátelské styky až do konce života. V letech 1669–1673 se objevuje již jako kněz a dvorní kapelník prince Jana Seyfrieda z Eggenbergu na zámku Eggenberg ve Štýrském Hradci. Lze proto předpokládat, že teologická i hudební studia započatá v Opavě si prohloubil studiem ve Štýrském Hradci. Hovořil i psal plynně německy i česky. Vlastnil kopii jednoho z prvních německo-latinsko-českých slovníků.
V roce 1675 se stal kaplanem na dvoře olomouckého biskupa Karla z Lichtenštejna-Kastelkornu v Kroměříži. Nicméně v té době již toužil v první řadě po uplatnění v hudbě. V roce 1678 se uvolnilo místo ředitele kůru katedrály svatého Václava v Olomouci. Na doporučení biskupa byl dómskou kapitulou do této funkce jmenován a ustanoven čestným vikářem a sbormistrem dómu. Tuto funkci pak zastával až do konce svého života. Později mu byli do výchovy přiděleni také chrámoví zpěváčci, čímž bývali do té doby pověřováni pouze varhaníci. To vyvolalo třenice mezi ním a dómským varhaníkem Zindelem, které však neměly zásadní vliv na skladatelovo postavení.
Přestože byl kněz, komponoval až do příchodu do biskupských služeb převážně světskou instrumentální hudbu. Vzhledem k obtížnosti houslových partů musel být velmi dobrým houslistou. Chrámovou hudbu začal komponovat až po příchodu do Kroměříže a zejména pak v době působení v olomoucké katedrále. Náročné sólové party jeho skladeb svědčí o tom, že na biskupském dvoře byli velmi dobří hudebníci.
V pozůstalosti skladatele se sice nedochovala žádná jeho skladba, ale překvapivě velká sbírka hudebních nástrojů. Byly nalezeny záznamy o viole da gamba a sbírce houslí od vynikajících houslařů jako např. od Stainera nebo od vídeňských mistrů Becka a Kögla. Vlastnil také tzv. „půlky“ čili prkenné housle, dva klavichordy a pět šalmajů. V chrámové hudbě se tehdy šalmaje nepoužívaly, takže lze předpokládat, že jich bylo využíváno při koncertech světské hudby.

## Dílo
Většina známého Rittlerova díla pochází ze sbírky biskupa Lichtenštejna v Kroměříži. Ve sbírce se nachází 39 skladeb a odhaduje se, že se jedná asi jen o třetinu jeho díla. Skladby jsou pozoruhodné bohatým obsazením. Zatímco běžné obsazení figurální hudby v tehdejší době vyžadovalo jen 16–18 hudebníků, tyto skladby počítaly s 20–27 hudebníky. Skladby mají převážně homofonní charakter. Kontrapunktu využíval jen zřídka.
- Missa Harmonia Genethliaca (první známá chrámová skladba věnovaná v roce 1674 biskupovi k narozeninám)
- 2x Missa Carolina
- Missa Nativitatis.
- Requiem Claudiae Imperatricis, (za zesnulou druhou manželku císaře Leopolda I. arcivévodkyni Klaudii Felicitas Tyrolskou)
- Te Deum laudamus (komponované u příležitosti narození prince Josefa v roce 1678 či uzavření míru s francouzským králem roku 1679)
- Ave regina coelorum (moteto)
- Mummum à 6 pro dvě trubky a 4 pozouny
- Sonata à 6 „Allein Gott in der Höh’ sei Ehr“ für 2 Cornetti (2 Violinen), Clarino, 3 Posaunen & B.c.
- Sonata à 17

Mezi dochovanými skladbami je řada dalších sonát, mší a duchovních písní.